# Ekwifinalność
Ekwifinalność − zasada, zgodnie z którą wychodząc z różnych źródeł można dojść do tych samych rezultatów.
Ekwifinalność jako cecha organizacji społecznej rozumiana przez to, że nie istnieje najlepszy sposób organizowania w celu realizacji zadania (np. systemu ekonomicznego), podobne efekty mogą być osiągane w różny sposób.